# Визуализация
Визуализация (от лат. visualis, «зрительный») — общее название приёмов представления числовой информации или физического явления в виде, удобном для зрительного наблюдения и анализа.

## Визуализация физических полей

### Электромагнитное поле

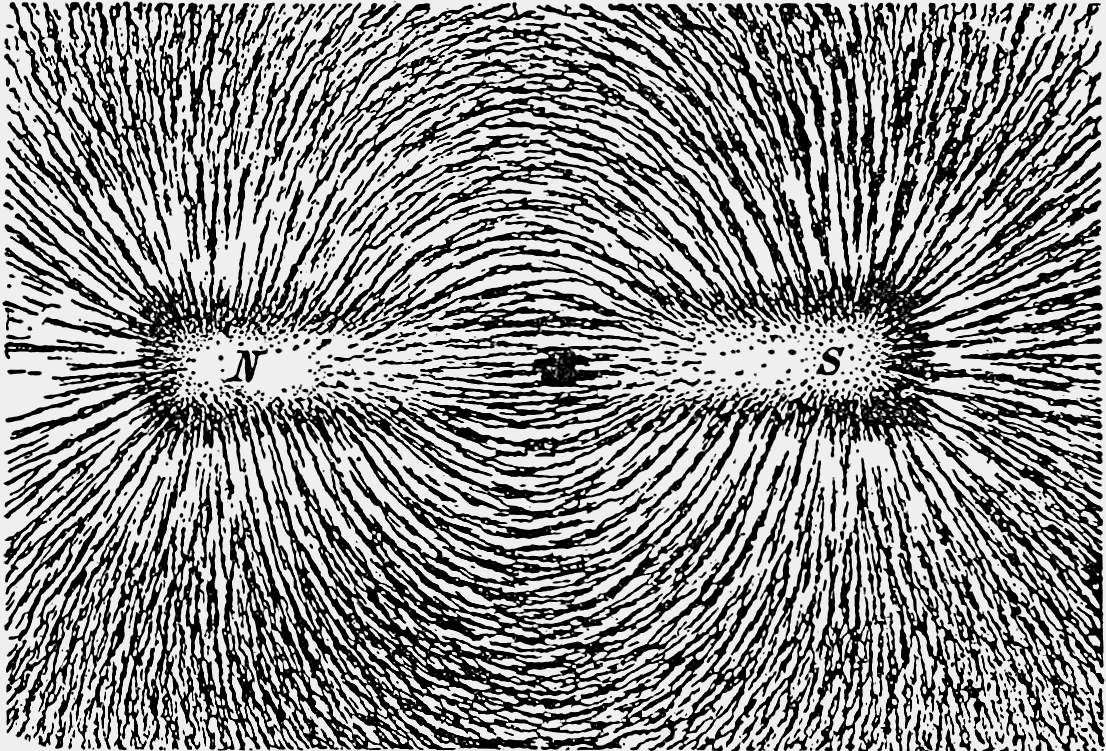
Силовые линии постоянного магнита визуализированы с помощью железных опилок

Электромагнитные поля визуализируются с помощью множества методов: от использования железныx опилок для визуализации силовых линий стационарного магнитного поля, до использования эффекта Керра для визуализации малых по характерному размеру магнитных полей на оптически гладкой поверхности.

### Течения
В потоках жидкостей и газов обычно визуализируют поля скоростей, давления и температуры; результат такой визуализации иногда называется спектром потока.
Для визуализации течений жидкостей или газов применяются разнообразные приёмы, с помощью которых можно наблюдать линии тока, зоны отрыва пограничного слоя, вихри, скачки уплотнения, а также другие характеристики потока (ламинарное / турбулентное течение, нестационарности) либо непосредственно (глазами), либо с помощью специальных оптических приборов.
При визуализации потоков используются многие методы:
- введение в поток струек дыма (для газа) или окрашенной жидкости через специальные сопла для визуализации линий тока;

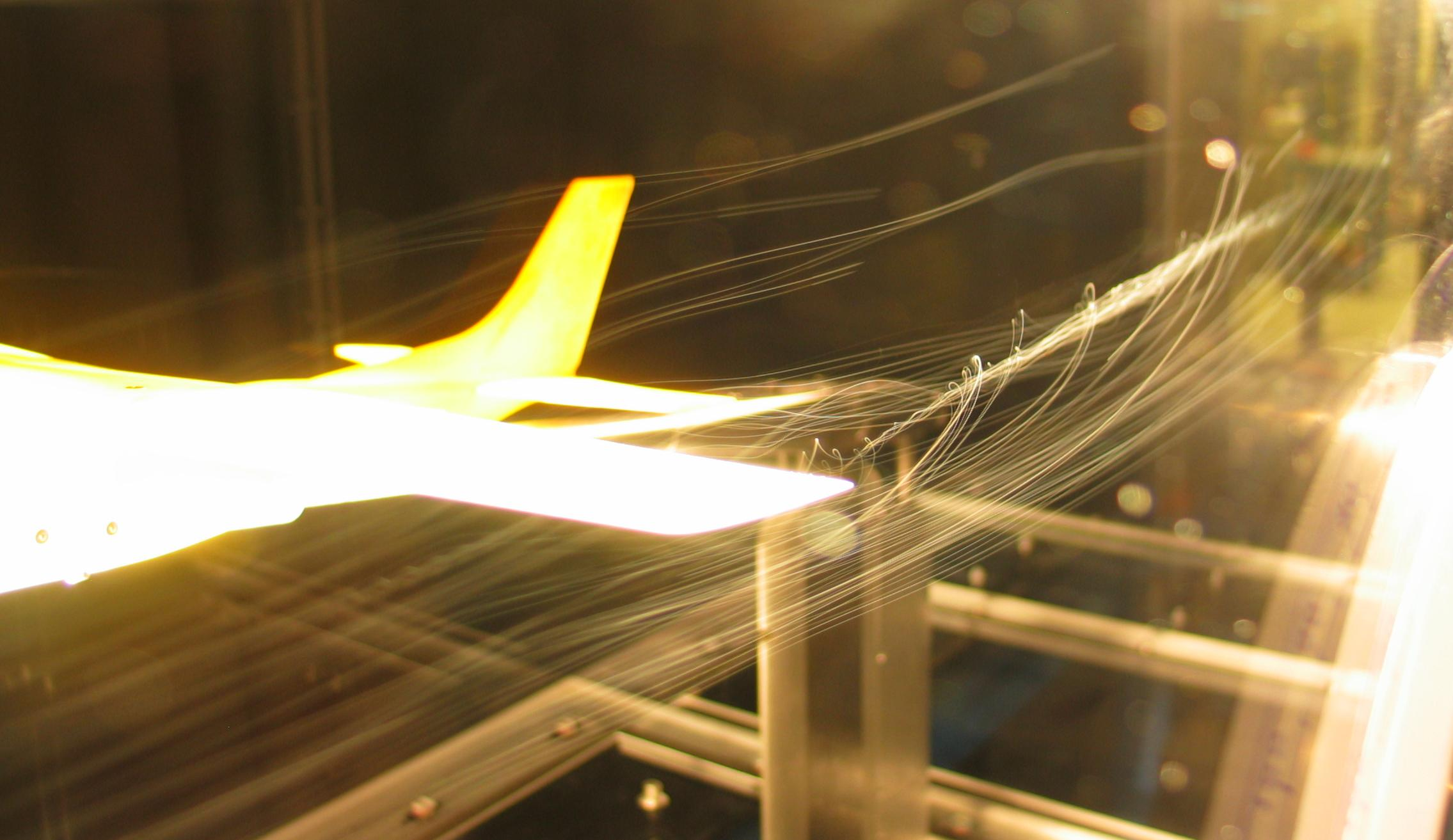
Пузырьки, вносимые в поток вокруг модели самолёта, показывают направление линий тока (хорошо видна, в частности, спутная струя)

- введение в поток трассирующих частиц (шариков, пузырьков, алюминиевой пудры) для визуализации областей отрыва и вихрей;
- прикрепление к обтекаемой поверхности тонких нитей-«шелковинок», для определения параметров потока по изменению их направления (например, в зоне отрыва потока нити колеблются из-за нестационарности);
- нанесение на поверхность обтекаемого тела капель или плёнок специальной жидкости (окрашенной, с твёрдыми примесями или флюоресцирующей) позволяет получить представление о предельных линиях тока и напряжении трения на границе тела;
- нанесение на поверхность тела термочувствительных покрытий с целью визуализировать границы турбулентных зон;
- использование тонкой световой плоскости для подсветки частиц, внесённых в жидкость или газ в определённом срезе потока (так называемые «паровой экран», «лазерный нож»).

### Тепловое поле

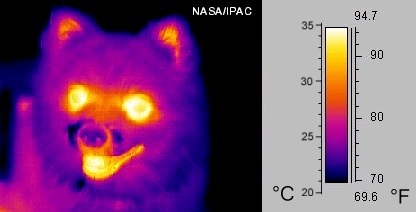
Изображение небольшой собаки, сделанное с помощью тепловизора

Визуализация тепловых полей на поверхностях (термография) производится как удалённо с применением камер-тепловизоров, так и с помощью контактных элементов. Например, для измерения микроскопических температурных полей служит флюоресцентная микротермография, когда исследуемая среда покрывается тонким слоем термочувствительного фосфора.

## В архитектуре
В архитектуре визуализацией называют графическое отображение проектируемой постройки или окружающей её местности. Современная визуализация производится с помощью компьютеров, что позволяет создавать полностью фотореалистичные изображения архитектурных форм.

## В медицине

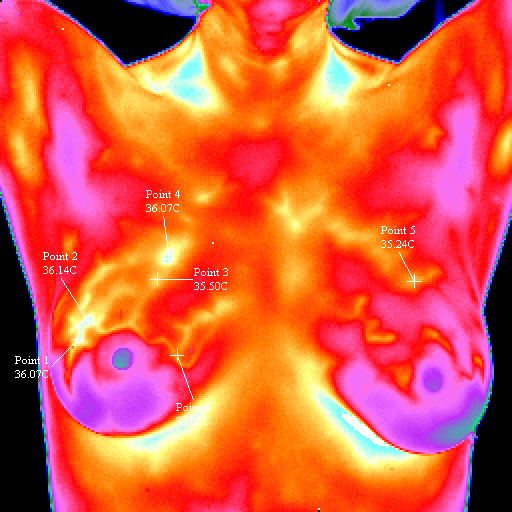
Области с высокой температурой на правой груди вызваны активными кровеносными сосудами в раковой опухоли

В медицине под визуализа́цией понимают неинвазивные исследования организма человека при помощи физических методов с целью получения изображения внутренних структур. При этом используются звуковые волны (главным образом ультразвук), электромагнитное излучение различных диапазонов, потоки элементарных частиц.

## В психологии
В психологии визуализация — процесс перевода мысленных, словесных представлений в зрительные (визуальные) образы. Это осознанное представление, активное воображение ситуаций, воспоминаний, замыслов и погружение в них (для изменения физического состояния, повышения защитных сил организма и пр.), которыми можно управлять. Часто используется в популярной психологии как мысленное представление будущей успешной деятельности.

## В компьютерной графике

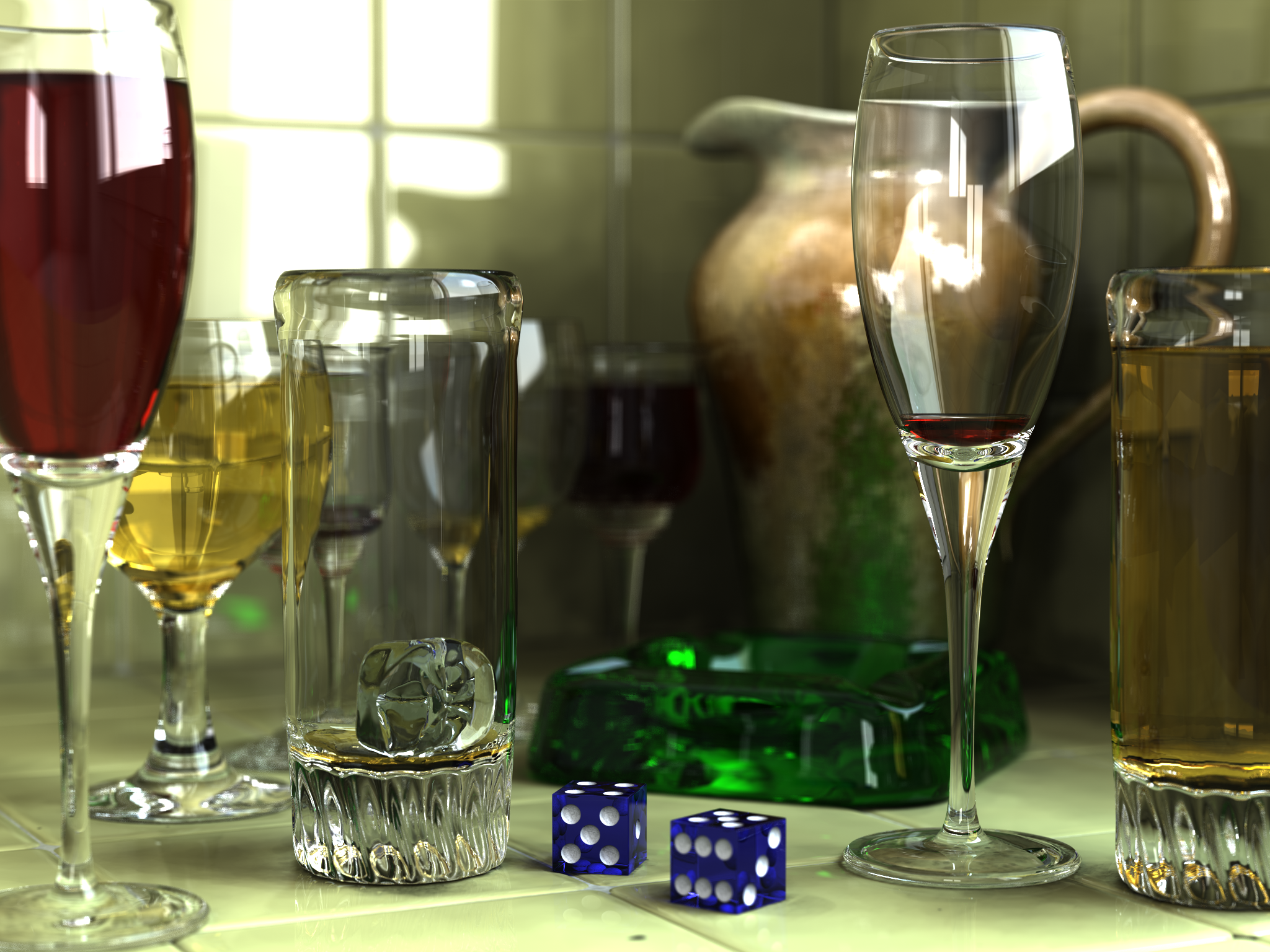
Фотореалистичное изображение, созданное с помощью компьютерной графики

В компьютерной графике визуализацией называют процесс получения изображения по модели.